# Xã Alfsborg, Quận Sibley, Minnesota
Xã Alfsborg (tiếng Anh: Alfsborg Township) là một xã thuộc quận Sibley, tiểu bang Minnesota, Hoa Kỳ. Năm 2010, dân số của xã này là 323 người.